# Liga Europeia de Futebol de Praia
A Liga Europeia de Futebol de Praia é a competição mais importante desta modalidade a nível europeu. É disputada ao longo do verão, em vários torneios, nas mais belas praias do continente.

## História
Esta competição começou a ser disputada em 1998, ano em que a Alemanha se sagrou campeã. Em 2000, a Liga Europeia conheceu um grande incremento, com a selecção espanhola a conquistar o troféu, vencendo os portugueses no jogo da final. Com o passar do tempo, a competição desnvolveu-se cada vez mais, e começaram a surgir novas potências europeias na modalidade. Em 2005, a Liga Europeia adoptou um novo modelo, que continua em vigor: ao longo do Verão, disputam-se vários torneios, que culminam na Superfinal, na bela cidade francesa de Marselha. Os vencedores deste último torneio conquistam o título europeu.
Em 2005, as equipas foram divididas em 3 grupos (A, B e C), consoante a sua qualidade (as que tinham melhor reputação ficaram no grupo A, enquanto as restantes ficaram nos grupos B ou C). Foram distutados vários torneios dentro de cada grupo e, por fim, as equipas do grupo A e as melhores selecções dos outros grupos disputaram a Superfinal, em Marselha, que terminou com o triunfo da Itália.
Em 2006, a Liga Europeia também se desenvolveu de uma forma muito significativa. As equipas forma divididas em dois grupos: as 4 grandes potências (Espanha, Portugal, França e Itália) ficaram no grupo A e as 10 restantes foram para o grupo B. Numa primeira fase, as selecções pertencentes ao grupo B disputaram vários torneios, e as 4 melhores equipas (Polónia, Ucrânia, Suíça e Grécia) avançaram para o grupo A, juntando-se a Portugal, Espanha, França e Itália. Estes 8 países participaram num conjunto de 4 torneios (organizados por Itália, França, Espanha e Portugal), ao longo dos quais foram somando pontos. No final dos 4 torneios, as 6 equipas com mais pontos apuraram-se para a Superfinal, em Marselha, na qual a Espanha alcançou a vitória.
A Liga Europeia de Futebol de Praia 2006 ficou maracada pelo aparecimento de novas selecções e pela grande ascensão de algumas equipas, das quais se destacou a Polónia.
Ficou também marcada por ter funcionado como torneio de qualificação para o Campeonato do Mundo da modalidade: as 4 melhores equipas da Superfinal(Espanha, Portugal, Polónia e Itália) ficaram apurados, bem como o vencedor do Last Chance Bracket: uma competição aberta a todos os países da Europa que não tinham conseguido a qualificação, que acabou com o triunfo da selecção francesa.

## Vencedores
| Ano  | Campeão  | Vice-campeão | 3º lugar     | 4º lugar |
| ---- | -------- | ------------ | ------------ | -------- |
| 1998 | Alemanha | Itália       | Portugal     | Espanha  |
| 1999 | Espanha  | França       | Portugal     | Itália   |
| 2000 | Espanha  | Portugal     | França       | Itália   |
| 2001 | Espanha  | Portugal     | Itália       | França   |
| 2002 | Portugal | Espanha      | França       | Turquia  |
| 2003 | Espanha  | França       | Portugal     | Suíça    |
| 2004 | França   | Portugal     | Ucrânia      | Itália   |
| 2005 | Itália   | Portugal     | França       | Suíça    |
| 2006 | Espanha  | Portugal     | Polônia      | Itália   |
| 2007 | Portugal | França       | Rússia       | Espanha  |
| 2008 | Portugal | Holanda      | Rússia       | Itália   |
| 2009 | Rússia   | Portugal     | Itália       | Espanha  |
| 2010 | Portugal | Itália       | Rússia       | Suíça    |
| 2011 | Rússia   | Suíça        | Portugal     | Romênia  |
| 2012 | Suíça    | Rússia       | Itália       | Romênia  |
| 2013 | Rússia   | Portugal     | Suíça        | Espanha  |
| 2014 | Rússia   | Espanha      | Portugal     | Suíça    |
| 2015 | Portugal | Ucrânia      | Rússia       | Espanha  |
| 2016 | Ucrânia  | Portugal     | Rússia       | Espanha  |
| 2017 | Rússia   | Portugal     | Itália       | Espanha  |
| 2018 | Itália   | Espanha      | Portugal     | Rússia   |
| 2019 | Portugal | Rússia       | Espanha      | Itália   |
| 2020 | Portugal | Suíça        | Ucrânia      | França   |
| 2021 | Portugal | Bielorrússia | Itália       | Espanha  |
| 2022 | Suíça    | Portugal     | Itália       | Espanha  |
| 2023 | Itália   | Espanha      | Bielorrússia | Portugal |
| 2024 | Portugal | Itália       | Bielorrússia | Espanha  |
| 2025 |          |              |              |          |

## Conquistas por país
| País         | Títulos                                                  | Vice-campeonato                                                 | 3º lugar                               | 4º lugar                                                        |
| ------------ | -------------------------------------------------------- | --------------------------------------------------------------- | -------------------------------------- | --------------------------------------------------------------- |
| Portugal     | 9 (2002, 2007, 2008, 2010, 2015, 2019, 2020, 2021, 2024) | 10 (2000, 2001, 2004, 2005, 2006, 2009, 2013, 2016, 2017, 2022) | 6 (1998, 1999, 2003, 2011, 2014, 2018) | 1 (2023)                                                        |
| Espanha      | 5 (1999, 2000, 2001, 2003, 2006)                         | 4 (2002, 2014, 2018, 2023)                                      | 1 (2019)                               | 10 (1998, 2007, 2009, 2013, 2015, 2016, 2017, 2021, 2022, 2024) |
| Rússia       | 5 (2009, 2011, 2013, 2014, 2017)                         | 2 (2012, 2019)                                                  | 5 (2007, 2008, 2010, 2015, 2016)       | 1 (2018)                                                        |
| Itália       | 3 (2005, 2018, 2023)                                     | 3 (1998, 2010, 2024)                                            | 6 (2001, 2009, 2012, 2017, 2021, 2022) | 6 (1999, 2000, 2004, 2006, 2008, 2019)                          |
| Suíça        | 2 (2012, 2022)                                           | 2 (2011, 2020)                                                  | 1 (2013)                               | 4 (2003, 2005, 2010, 2014)                                      |
| França       | 1 (2004)                                                 | 3 (1999, 2003, 2007)                                            | 3 (2000, 2002, 2005)                   | 2 (2001, 2020)                                                  |
| Ucrânia      | 1 (2016)                                                 | 1 (2015)                                                        | 2 (2004, 2020)                         | –                                                               |
| Alemanha     | 1 (1998)                                                 | –                                                               | –                                      | –                                                               |
| Bielorrússia | –                                                        | 1 (2021)                                                        | 2 (2023, 2024)                         | –                                                               |
| Holanda      | –                                                        | 1 (2008)                                                        | –                                      | –                                                               |
| Polônia      | –                                                        | –                                                               | 1 (2006)                               | –                                                               |
| Romênia      | –                                                        | –                                                               | –                                      | 2 (2011, 2012)                                                  |
| Turquia      | –                                                        | –                                                               | –                                      | 1 (2002)                                                        |